# Rusutsu
Rusutsu (jap. 留寿都村 Rusutsu-mura) – wieś w Japonii, w prefekturze Hokkaido, w podprefekturze Shiribeshi. Według danych na rok 2020 miejscowość zamieszkiwało 1 911 mieszkańców , a gęstość zaludnienia wyniosła 15,9 os./km².